# Hempstead (village, New York)
Pour les articles homonymes, voir Hempstead.
Hempstead  est un village du comté de Nassau, dans l'État de New York, aux États-Unis,. En 2010, il comptait une population de 53 891 habitants.

## Démographie
Lors du recensement de 2010, le village comptait une population de 53 891 habitants. Elle est estimée, en 2019, à 55 113 habitants.